# Kate Alexa
Kate Alexa Gudinski (* 2. März 1988 in Melbourne) ist eine australische Sängerin. Sie ist die Tochter des australischen Musikpromoters Michael Gudinski. Kate Alexas erster Hit war die Single Always There aus dem Jahr 2004. Die zweite Single My Day Will Come wurde ein Chart-Erfolg. Durch die Unterstützung der Backstreet Boys kam die dritte Single All I Hear in die Top Ten der australischen Charts und blieb acht Wochen in den Top 20.

## Leben und Musikkarriere
Kate begann im Alter von dreizehn Jahren, Songs zu schreiben. Im folgenden Jahr nahm sie ihr erstes Demo mit dem selbstgeschriebenen Song Colours of the Rainbow auf. 2004 bekam sie einen Plattenvertrag bei Liberation Music. Die Debüt-Single Always There wurde für die erfolgreiche australische Serie Home and Away ausgesucht.
Nach der Highschool studierte Gudinski an einer Universität in Melbourne Englisch und Fotografie. Im selben Jahr veröffentlichte sie ihre zweite Single My Day Will Come. Diese Single landete einen Tophit in den australischen Charts. An ihrem achtzehnten Geburtstag veröffentlichte sie die dritte Single All I Hear, die ebenfalls ein Top Hit in den australischen Single-Charts wurde. Am 23. September 2006 wurde ihr Debütalbum Broken and Beautiful veröffentlicht.
2007 schrieb sie zwölf Songs, darunter zwei Bonustitel für ihr Album Broken and Beautiful und zehn Songs für ihr neues Album Just Add Water, welches als Soundtrack für die australische Serie H2O - Plötzlich Meerjungfrau dient. Das Album wurde im September 2007 veröffentlicht und erschien in über 120 Ländern, darunter auch in Deutschland.
Ihr Album Broken and Beautiful kam in Japan im Februar 2008 in die Läden. Im Februar und März 2008 unterstützte sie Cyndi Lauper bei deren Tour durch Australien.

## Diskografie

### Alben
- 2006 Broken and Beautiful
- 2007 Just Add Water (Soundtrack zur australischen Serie H2O - Plötzlich Meerjungfrau).
- 2011 Addict

### Singles
- 2004: Always There
- 2005: My Day Will Come
- 2005: All I Want for Christmas Is You (Coverversion des Mariah-Carey-Titels)
- 2007: Another now
- 2006: All I Hear
- 2006: Somebody Out There
- 2006: Better Than You
- 2008: Teardrops (Coverversion des Womack-&-Womack-Titels)
- 2011: Infatuation